# Grand Prix d'Ouverture La Marseillaise 2006
Il Grand Prix d'Ouverture La Marseillaise 2006, ventisettesima edizione della corsa, valevole come evento dell'UCI Europe Tour 2006 categoria 1.1, si svolse il 31 gennaio 2006 su un percorso di 136,2 km, con partenza da Saint-Cannat e arrivo a Le Tholonet, in Francia. La vittoria fu appannaggio dell'australiano Baden Cooke, che completò il percorso in 3h17'55", alla media di 41,290 km/h, precedendo il belga Philippe Gilbert ed il francese Anthony Geslin.
Sul traguardo di Le Tholonet 130 ciclisti portarono a termine la competizione.

## Ordine d'arrivo (Top 10)
| Pos. | Corridore         | Squadra     | Tempo    |
| ---- | ----------------- | ----------- | -------- |
| 1    | Baden Cooke       | Unibet.com  | 3h17'55" |
| 2    | Philippe Gilbert  | F. des Jeux | s.t.     |
| 3    | Anthony Geslin    | Bouygues    | s.t.     |
| 4    | Arnaud Coyot      | Cofidis     | s.t.     |
| 5    | Björn Leukemans   | Davitamon   | s.t.     |
| 6    | Antonio D'Aniello | Miche       | s.t.     |
| 7    | Steven Caethoven  | C. Jacques  | s.t.     |
| 8    | Lars Bak          | Team CSC    | s.t.     |
| 9    | René Mandri       | Auber 93    | s.t.     |
| 10   | Igor Abakoumov    | Jartazi     | s.t.     |